# 1583년
1583년은 토요일로 시작하는 평년이다.

## 연호
- 명(明) 만력(萬曆) 11년
- 일본(日本) 덴쇼(天正) 11년
- 후 레 왕조(後黎朝) 꽝흥(光興) 6년
- 막 왕조(莫朝) 지엔타인(延成) 6년

## 기년
- 류큐(琉球) 쇼에이왕(尚永王) 11년
- 명(明) 신종 만력제(神宗 萬曆帝) 11년
- 조선(朝鮮) 선조(宣祖) 16년
- 후 레 왕조(後黎朝) 세종(世宗) 11년
- 막 왕조(莫朝) 막머우헙(莫茂洽) 19년

## 사건
- 율곡 이이 십만양병설 주장
- 니탕개의 난, 신립 여진 물리침
- 계미삼찬(癸未三竄) - 이율곡을 탄핵한 송응개와 박근원, 허봉 3명이 유배형에 처함.

## 탄생
- 5월 1일 - 이탈리아의 건축가, 천문학자, 조각가이자 수학자 오라치오 그라시